# Malko Tarnovo (huyện)
Malko Tarnovo là một huyện thuộc tỉnh Burgas, Bungaria. Dân số thời điểm năm 2001 là 4551 người.